# Pilar Francesch

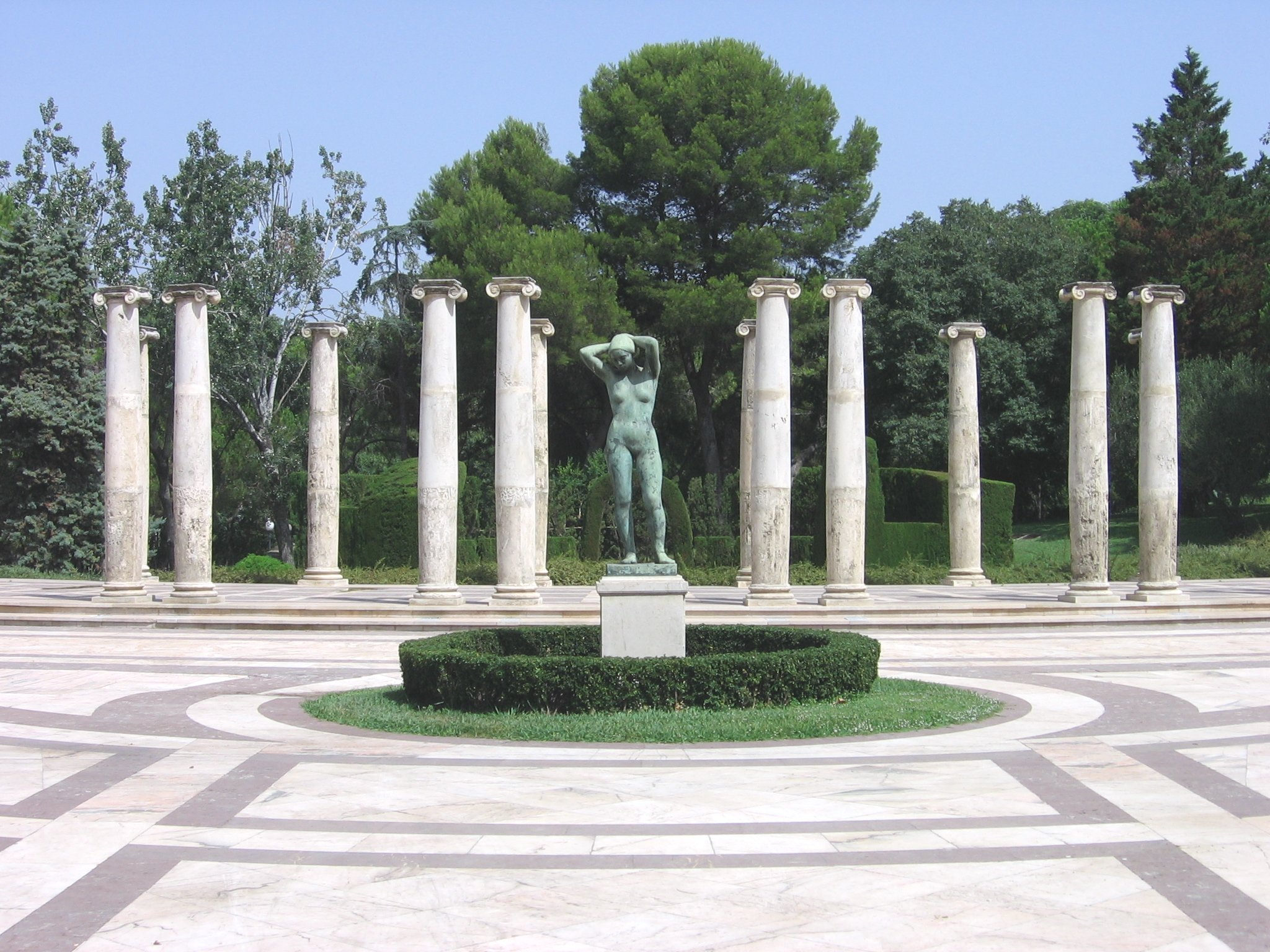
Serena (1964), Jardines de Joan Maragall, Barcelona.

Pilar Francesch i Ventalló (Barcelona, 1941) es una escultora española. 

## Biografía
Estudió en la Escuela Massana de Barcelona, donde se especializó en escultura y esmalte, y donde es profesora en la actualidad. Ha realizado diversas exposiciones individuales en distintas localidades de Cataluña. En 1981 realizó un busto del rey Juan Carlos I por encargo del Ayuntamiento de Barcelona. Una de sus obras más famosas es Serena (1964), situada en el peristilo de los Jardines de Joan Maragall de Barcelona —una copia de esta obra se halla en la entrada de la Escuela Massana—.